# Capi di Stato e di governo nel 1953
Questa è la lista dei capi di Stato e di governo nel 1953.

## Africa
- Egitto (fino al 18 giugno 1953)
  - Re: Fuad II (1952-1953)
  - Reggente: Muhammad Abdel Moneim (1952-1953)
  - Primo ministro: Muḥammad Naǧīb (1952-1953)
- Egitto (dal 18 giugno 1953)
  - Presidenti dell'Egitto: Muḥammad Naǧīb (1953-1954)
  - Primo ministro: Muḥammad Naǧīb (1953-1954)
- Etiopia
  - Imperatore: Haile Selassie I (1941-1974)
  - Primo ministro: Makonnen Endelkachew (1942-1957)
- Liberia
  - Presidente: William Tubman (1944-1971)
- Libia
  - Re: Idris (1951-1969)
  - Primo ministro: Mahmud al-Muntasir, (1951-1954)
- Sudafrica
  - Regina: Elisabetta II (1952-1961)
  - Governatore generale: Ernest Jansen (1951-1959)
  - Primo ministro: Daniel François Malan (1948-1954)

## America
- Argentina
  - Presidente: Juan Domingo Perón (1946-1955)
- Bolivia
  - Presidente: Víctor Paz Estenssoro (1952-1956)
- Brasile
  - Presidente: Getúlio Vargas (1951-1954)
- Canada
  - Regina: Elisabetta II (1952-2022)
  - Governatore generale del Canada: Vincent Massey (1952-1959)
  - Primo ministro: Louis Saint-Laurent (1948-1957)
- Cile
  - Presidente: Carlos Ibáñez del Campo (1952-1958)
- Colombia
  - Presidente:
    1. Roberto Urdaneta Arbeláez (1951-1953)
    2. Gustavo Rojas Pinilla (1953-1957)
- Costa Rica
  - Presidente:
    1. Otilio Ulate Blanco (1949-1953)
    2. José Figueres Ferrer (1953-1958)
- Cuba
  - Presidente: Fulgencio Batista (1952-1959)
  - Primo ministro: carica vacante (1952-1955) ???
- Repubblica Dominicana
  - Presidente: Héctor Trujillo (1952-1960)
- Ecuador
  - Presidente: José María Velasco Ibarra (1952-1956)
- El Salvador
  - Presidente: Óscar Osorio (1950-1956)
- Guatemala
  - Presidente: Jacobo Arbenz Guzmán (1951-1954)
- Haiti
  - Presidente: Paul Eugène Magloire (1950-1956)
- Honduras
  - Presidente: Juan Manuel Gálvez (1949-1954)
- Messico
  - Presidente: Adolfo Ruiz Cortines (1952-1958)
- Nicaragua
  - Presidente: Anastasio Somoza García (1950-1956)
- Panama
  - Presidente: José Antonio Remón Cantera (1952-1955)
- Paraguay
  - Presidente: Federico Chávez (1949-1954)
- Perù
  - Presidente: Manuel A. Odría (1950-1956)
  - Primo ministro: Zenón Noriega Agüero (1950-1954)
- Stati Uniti d'America
  - Presidente:
    1. Harry Truman (1945-1953)
    2. Dwight Eisenhower (1953-1961)
- Uruguay
  - Presidente: Andrés Martínez Trueba (1951-1955)
- Venezuela
  - Presidente: Marcos Pérez Jiménez (1952-1958)

## Asia
- Afghanistan
  - Re: Mohammed Zahir Shah (1933-1973)
  - Primo ministro:
    1. Shah Mahmud Khan (1946-1953)
    2. Mohammed Daud Khan (1953-1963)
- Arabia Saudita
  - Re:
    1. Abd al-Aziz, (1932-1953)
    2. Sa'ud (1953-1964)
- Bhutan
  - Re: Jigme Dorji Wangchuck (1952-1972)
  - Primo ministro: Jigme Palden Dorji (1952-1964)
- Birmania
  - Presidente: Ba U (1952-1957)
  - Primo ministro: U Nu (1948-1956)
- Cambogia (indipendente dal 9 novembre 1953)
  - Re: Norodom Sihanouk (1941-1955)
  - Primo ministro:
    1. Norodom Sihanouk (1952-1953)
    2. Penn Nouth (1953)
    3. Chan Nak (1953-1954)
- Ceylon
  - Regina: Elisabetta II (1952-1972)
  - Governatore generale: Herwald Ramsbotham (1949-1954)
  - Primo ministro:
    1. Dudley Senanayake (1952-1953)
    2. John Kotelawala (1953-1956)
- Cina
  - Presidente: Mao Tse-tung (1949-1959)
  - Primo ministro: Zhou Enlai (1949-1976)
- Corea del Nord
  - Capo di Stato: Kim Tu-bong (1948-1957)
  - Primo ministro: Kim Il-sung (1948-1972)
- Corea del Sud
  - Presidente: Syngman Rhee (1948-1960)
  - Primo ministro: Baek Du-jin (1952-1954)
- Filippine
  - Presidente:
    1. Elpidio Quirino (1948-1953)
    2. Ramón Magsaysay (1953-1957)
- Giappone
  - Imperatore: Hirohito (1926-1989)
  - Primo ministro: Shigeru Yoshida (1948-1954)
- Giordania
  - Re: Hussein (1952-1999)
  - Reggente: Zein al-Sharaf Talal (1952-1953)
  - Primo ministro:
    1. Tawfik Abu al-Huda (1951-1953)
    2. Fawzi Mulki (1953-1954)
- India
  - Presidente: Rajendra Prasad (1950-1962)
  - Primo ministro: Jawaharlal Nehru (1947-1964)
- Indonesia
  - Presidente: Sukarno (1945-1967)
  - Primo ministro:
    1. Wilopo (1952-1953)
    2. Ali Sastroamidjojo (1953-1955)
- Iran
  - Shah: Mohammad Reza Pahlavi (1941-1979)
  - Primo ministro:
    1. Mohammad Mossadeq (1952-1953)
    2. Fazlollah Zahedi (1953-1955)
- Iraq
  - Re: Faisal II (1939-1958)
  - Primo ministro:
    1. Nureddin Mahmud (1952-1953)
    2. Jamil al-Midfa'i (1953)
    3. Muhammad Fadhel al-Jamali (1953-1954)
- Israele
  - Presidente: Itzhak Ben-Zvi (1952-1963)
  - Primo ministro: David Ben Gurion (1948-1954)
- Laos (indipendente dal 22 ottobre 1953)
  - Re: Sisavang Vong (1946-1959)
  - Primo ministro: Souvanna Phouma (1951-1954)
- Libano
  - Presidente: Camille Chamoun (1952-1958)
  - Primo ministro:
    1. Khaled Chehab (1952-1953)
    2. Sa'eb Salam (1953)
    3. 'Abd Allah al-Yafi (1953-1954)
- Mongolia
  - Presidente:
    1. Gonchigiin Bumtsend (1940-1953)
    2. Sükhbaataryn Yanjmaa (1953-1954)

  - Primo ministro: Yumjaagiin Tsedenbal (1952-1974)
- Nepal
  - Re: Tribhuvan (1951-1955)
  - Primo ministro:
    1. Tribhuvan (1952-1953)
    2. Matrika Prasad Koirala (1953-1955)
- Mascate e Oman
  - Sultano: Sa'id bin Taymur (1932-1970)
- Pakistan
  - Regina: Elisabetta II (1952-1956)
  - Governatore generale: Malik Ghulam Muhammad (1951-1955)
  - Primo ministro:
    1. Khawaja Nazimuddin (1951-1953)
    2. Muhammad Ali Bogra (1953-1955)
- Siria
  - Presidente:
    1. Fawzi Selu (1951-1953)
    2. Adib al-Shishakli (1953-1954)

  - Primo ministro:
    1. Fawzi Selu (1951-1953)
    2. Adib al-Shishakli (1953-1954)
- Taiwan
  - Presidente: Chiang Kai-shek (1950-1975)
  - Primo ministro: Chen Cheng (1950-1954)
- Thailandia
  - Re: Bhumibol Adulyadej (1946-2016)
  - Primo ministro: Plaek Pibulsonggram (1948-1957)
- Turchia
  - Presidente: Celâl Bayar (1950-1960)
  - Primo ministro: Adnan Menderes (1950-1960)
- Vietnam del Nord
  - Presidente: Ho Chi Minh (1945-1969)
  - Primo ministro: Ho Chi Minh (1945-1955)
- Vietnam del Sud
  - Presidente: Bảo Đại (1949-1955)
  - Primo ministro: Nguyen Van Tam (1952-1953)
- Yemen
  - Re: Ahmad bin Yahya (1948-1955)
  - Primo ministro: Hassan ibnbin Yahya (1948-1955)

## Europa
- Albania
  - Presidente:
    1. Ömer Nishani (1944-1953)
    2. Haxhi Lleshi (1953-1982)

  - Primo ministro: Enver Hoxha (1944-1954)
- Andorra
  - Coprincipi di Andorra:
    - Coprincipe francese: Vincent Auriol (1947-1954)
    - Coprincipe episcopale: Ramón Iglesias i Navarri (1943-1969)
- Austria
  - Presidente: Theodor Körner (1951-1957)
  - Primo ministro:
    1. Leopold Figl (1945-1953)
    2. Julius Raab (1953-1961)

  - Governatore militare statunitense: Llewellyn Thompson (1952-1955)
  - Governatore militare britannico: Harold Caccia (1950-1954)
  - Governatore militare francese: Jean Payart (1950-1955)
  - Governatore militare sovietico:
    1. Vladimir Sviridov (1949-1953)
    2. Ivan Ilyichev (1953-1955)
- Belgio
  - Re Baldovino (1951-1993)
  - Primo ministro: Jean Van Houtte (1952-1954)
- Bulgaria
  - Presidente: Georgi Damjanov (1950-1958)
  - Primo ministro: Vălko Červenkov (1950-1956)
- Cecoslovacchia
  - Presidente:
    1. Klement Gottwald (1948-1953)
    2. Antonín Zápotocký (1953-1957)

  - Primo ministro:
    1. Antonín Zápotocký (1948-1953)
    2. Viliam Široký (1953-1963)
- Danimarca
  - Re: Federico IX (1947-1972)
  - Primo ministro:
    1. Erik Eriksen (1950-1953)
    2. Hans Hedtoft (1953-1955)
- Finlandia
  - Presidente: Juho Kusti Paasikivi (1946-1956)
  - Primo ministro:
    1. Urho Kekkonen (1950-1953)
    2. Sakari Tuomioja (1953-1954)
- Francia
  - Presidente: Vincent Auriol (1947-1954)
  - Primo ministro:
    1. Antoine Pinay (1952-1953)
    2. René Mayer (1953)
    3. Joseph Laniel (1953-1954)
- Germania Est
  - Presidente: Wilhelm Pieck (1949-1960)
  - Presidente del Consiglio: Otto Grotewohl (1949-1964)
- Germania Ovest
  - Presidente: Theodor Heuss (1949-1959)
  - Cancelliere: Konrad Adenauer (1949-1963)
- Grecia
  - Re: Paolo (1947-1964)
  - Primo ministro: Alexandros Papagos (1952-1955)
- Irlanda
  - Presidente: Seán T. O'Kelly (1945-1959)
  - Primo ministro: Éamon de Valera (1951-1954)
- Islanda
  - Presidente: Ásgeir Ásgeirsson (1952-1968)
  - Primo ministro:
    1. Steingrímur Steinþórsson (1950-1953)
    2. Ólafur Thors (1953-1956)
- Italia
  - Presidente: Luigi Einaudi (1948-1955)
  - Primo ministro:
    1. Alcide De Gasperi (1945-1953)
    2. Giuseppe Pella (1953-1954)
- Jugoslavia
  - Capo di Stato:
    1. van Ribar (1945-1953)
    2. Josip Broz Tito (1953-1980)

  - Primo ministro: Josip Broz Tito (1945-1963)
- Liechtenstein
  - Principe:Francesco Giuseppe II (1938-1989)
  - Primo ministro: Alexander Frick (1945-1962)
- Lussemburgo
  - Granduchessa: Carlotta (1919-1964)[1]
  - Primo ministro:
    1. Pierre Dupong (1937-1953)[2]
    2. Joseph Bech (1953-1958)
- Monaco
  - Principe: Rainieri (1949-2005)
  - Primo ministro:
    1. Pierre Voizard (1950-1953)
    2. Henry Soum (1953-1959)
- Norvegia
  - Re: Haakon VII (1905-1957)[1]
  - Primo ministro: Oscar Torp (1951-1955)
- Paesi Bassi
  - Regina: Giuliana (1948-1980)
  - Primo ministro: Willem Drees (1948-1958)
- Polonia
  - Presidente: Aleksander Zawadzki (1952-1964)
  - Primo ministro: Bolesław Bierut (1952-1954)
- Portogallo
  - Presidente: Francisco Craveiro Lopes (1951-1958)
  - Primo ministro: António de Oliveira Salazar (1932-1968)
- Regno Unito
  - Regina: Elisabetta II (1952-2022)
  - Primo ministro: Winston Churchill (1951-1955)
- Romania
  - Presidente: Petru Groza (1952-1958)
  - Primo ministro: Gheorghe Gheorghiu-Dej (1952-1955)
- San Marino
  - Capitani reggenti:
    1. Arnaldo Para e Eugenio Bernardini (1952-1953)
    2. Vincenzo Pedini e Alberto Reffi (1953)
    3. Giordano Giacomini e Giuseppe Renzi (1953-1954)
- Spagna
  - Capo di Stato: Francisco Franco (1936-1975)
  - Primo ministro: Francisco Franco (1939-1973)
- Svezia
  - Re: Gustavo VI Adolfo (1950-1973)
  - Primo ministro: Tage Erlander (1946-1969)
- Svizzera
  - Presidente: Philipp Etter (1953)
- Ungheria
  - Presidente: István Dobi, (1952-1967)
  - Primo ministro:
    1. Mátyás Rákosi (1952-1953)
    2. Imre Nagy (1953-1955)
- Unione Sovietica
  - Presidente:
    1. Nikolaj Michajlovič Švernik (1946-1953)
    2. Kliment Efremovič Vorošilov (1953-1960)

  - Primo ministro:
    1. Iosif Stalin (1941-1953)
    2. Georgij Maksimilianovič Malenkov (1953-1955)
- Vaticano
  - Papa: Pio XII (1939-1958)
  - Presidente del Governatorato: Nicola Canali (1939-1961)

## Oceania
- Australia
  - Regina: Elisabetta II (1952-2022)
  - Governatore generale:
    1. William McKell (1947-1953)
    2. William Slim (1953-1960)

  - Primo ministro: Robert Menzies (1949-1966)
- Nuova Zelanda
  - Regina: Elisabetta II (1952-2022)
  - Governatore generale: Willoughby Norrie (1952-1957)
  - Primo ministro: Sidney Holland (1949-1957)